# Enrica Pintore
Enrica Pintore (Nuoro, 13 novembre 1985) è una conduttrice televisiva e attrice italiana.

## Biografia
Enrica Pintore è nata a Nuoro, ma è cresciuta a Ottana. Dopo la maturità scientifica nel 2004, nel 2008 consegue la laurea in Lingue e Letterature straniere all'Università degli Studi di Firenze. Si iscrive poi alla scuola di recitazione Il Cantiere Teatrale di Roma. Nel 2003, con il titolo di Miss Sasch Modella Domani Sardegna, è una delle 20 finaliste di Miss Italia. Vince la fascia di Miss Cotonella.
Tre anni dopo debutta in televisione nel gioco Tutto per tutto, condotto da Pupo. Partecipa come guest star in singoli episodi delle serie televisive I Cesaroni, Don Matteo e Donna detective. Nel 2008 arriva alla finale del concorso Veline, dopo essere stata ripescata, senza tuttavia vincerlo. L'anno successivo conduce il programma multimediale Codice segreto su mediaset.it e diventa una delle "professoresse" de L'eredità. Tra il 2007 e il 2011 è testimonial delle campagne pubblicitarie di alcune aziende di telefonia (Samsung, TIM, Wind, Vodafone).
Nel 2010 viene scritturata per un film su Luigi Pirandello, Luigi Pirandello - Una vita impossibile, mentre nel 2011 è nel cast del film 10 regole per fare innamorare, uscito nelle sale nel marzo 2012, nel ruolo della protagonista Stefania. Nel 2016 entra a far parte del cast della serie Disney Alex & Co., mentre dal 2018 al 2021 ha fatto parte del cast della soap opera di Rai 1 Il paradiso delle signore, nel ruolo di Clelia Calligaris. Nel 2021 interpreta una parte nella serie televisiva Mare Fuori. 

## Vita privata
Dal 23 settembre 2022 Enrica Pintore è sposata con Daniele Moretti Costanzi. Il 31 maggio 2025 è nata la sua prima figlia Miriam. 

## Filmografia

### Attrice

#### Cinema
- 10 regole per fare innamorare, regia di Cristiano Bortone (2012)
- Il ragazzo della Giudecca, regia di Alfonso Bergamo (2015)
- Oltre la bufera, regia di Marco Cassini (2019)

#### Televisione
- I Cesaroni – serie TV, episodio 2x23 (2008)
- Donna detective – serie TV (2009)
- Don Matteo – serie TV, episodi 7x19-11x19 (2009-2018)
- Alex & Co. – serie TV (2016-2017)
- CentoVetrine – serial TV (2016)
- Un medico in famiglia – serie TV, 5 episodi (2016)
- Il paradiso delle signore – serial TV, 234 episodi (2018-2021)
- Enrico Piaggio - Un sogno italiano, regia di Umberto Marino – film TV (2019)
- Mare fuori (seconda stagione) – serie TV (2021)
- Màkari – serie TV, episodio 3x01 (2024)
- I fratelli Corsaro – serie TV, 4 episodi (2024)
- La legge di Lidia Poët – serie TV, episodi 2x04-2x05 (2024)

#### Videoclip
- A me ricordi il mare – Daniele Silvestri (2007)
- La risposta – Simone Cristicchi (2007)
- Lemonade – Planet Funk (2009)

## Teatrografia
- Proposta di matrimonio, di A. P. Checov, regia Mariné Galstyan (2021)
- La Casa Delle Api, scritto e diretto da Sargis Galstyan (2023)

## Programmi televisivi
- Miss Italia 2003 (Rai 1, 2003) – Concorrente
- Tutto per tutto (Rai 1, 2006)
- Veline (Canale 5, 2008) – Concorrente
- L'eredità (Rai 1, 2009-2011)